# Grado de insaturación
En química orgánica, la fórmula de grado de insaturación (también conocida como el índice de deficiencia de hidrógeno (IDH) o fórmula de anillos más enlaces dobles) es utilizada para ayudar a dibujar estructuras químicas. La fórmula permite al usuario determinar cuántos anillos, enlaces dobles y enlaces triples están presentes en el compuesto a ser dibujado. No da el número exacto de anillos o enlaces dobles o triples, sino que da la suma de anillos y dobles enlaces, más el doble del número de enlaces triples. La verificación de la estructura final se realiza con el uso de resonancia magnética nuclear, espectrometría de masas y espectroscopia infrarroja, así como por inspección. La fórmula para el grado de insaturación es
{\displaystyle IDH=1+{\dfrac {\sum n_{i}(v_{i}-2)}{2}}}
donde ni es el número de átomos con valencia vi.
Esto es, un átomo que tiene una valencia de x contribuye con un total de x-2 al grado de insaturación. El resultado es dividido entre dos, y luego incrementado en 2.
Para moléculas que contienen sólo carbono, hidrógeno, halógenos monovalentes, nitrógeno y oxígeno, la fórmula
{\displaystyle IDH=1+C-\left({\dfrac {H+X-N}{2}}\right)}
donde C = número de átomos de carbono, H = número de átomos de hidrógeno, X = número de átomos de halógenos, y N = número de átomos de nitrógeno, da un resultado equivalente. El oxígeno y otros átomos divalentes no contribuyen al grado de insaturación, puesto que (2-2) = 0.
El grado de insaturación se utiliza para calcular el número de anillos y enlaces pi, donde
- Cada ciclo cuenta como un grado de insaturación.
- Cada enlace doble cuenta como un grado de insaturación.
- Cada enlace triple cuenta como dos grados de insaturación.
- Cada benceno cuenta como cuatro grados de insaturación.

También puede calcularse por la siguiente fórmula:
G.I.=(2C-H+N-X+2)/2 , donde X es el número de haluros.

## Ejemplos
| Compuesto Químico | Fórmula- molecular                                      | Nº de dobles enlaces | Nº de anillos | Grado de insaturación                              |
| ----------------- | ------------------------------------------------------- | -------------------- | ------------- | -------------------------------------------------- |
| Benceno           | {\displaystyle \mathrm {C_{6}H_{6}} }                   | 3                    | 1             | {\displaystyle {\frac {2\cdot 6-6+2}{2}}=4}        |
| Ácido acético     | {\displaystyle \mathrm {C_{2}H_{4}O_{2}} }              | 1                    | 0             | {\displaystyle {\frac {2\cdot 2-4+2}{2}}=1}        |
| Etanol            | {\displaystyle \mathrm {C_{2}H_{6}O} }                  | 0                    | 0             | {\displaystyle {\frac {2\cdot 2-6+2}{2}}=0}        |
| Glicina           | {\displaystyle \mathrm {C_{2}H_{5}NO_{2}} }             | 1                    | 0             | {\displaystyle {\frac {2\cdot 2-5+1+2}{2}}=1}      |
| Ciclohexanona     | {\displaystyle \mathrm {C_{6}H_{10}O} }                 | 1                    | 1             | {\displaystyle {\frac {2\cdot 6-10+2}{2}}=2}       |
| Acetileno         | {\displaystyle \mathrm {C_{2}H_{2}} }                   | 2                    | 0             | {\displaystyle {\frac {2\cdot 2-2+2}{2}}=2}        |
| Cafeína           | {\displaystyle \mathrm {C_{8}H_{10}O_{2}N_{4}} }        | 4                    | 2             | {\displaystyle {\frac {2\cdot 8-10+4+2}{2}}=6}     |
| Cloranfenicol     | {\displaystyle \mathrm {C_{11}H_{12}Cl_{2}N_{2}O_{5}} } | 5                    | 1             | {\displaystyle {\frac {2\cdot 11-12-2+2+2}{2}}=6}  |
| Espironolactona   | {\displaystyle \mathrm {C_{24}H_{32}O_{4}S} }           | 4                    | 5             | {\displaystyle {\frac {2\cdot 24-32+2}{2}}=9}      |
| Cefaclor          | {\displaystyle \mathrm {C_{15}H_{14}ClN_{3}O_{4}S} }    | 7                    | 3             | {\displaystyle {\frac {2\cdot 15-14-1+3+2}{2}}=10} |